# 第2號鋼琴協奏曲 (蕭斯達高維契)
《F大調第2號鋼琴協奏曲》，作品102，是俄國作曲家蕭士達高維契作創作的作品。寫於1957年，作為他兒子馬克森·蕭士達高維契19歲生辰的禮物，馬克森亦以此曲的首演作為他於莫斯科音樂學院畢業典禮中的表演曲目，由蘇聯國家交響樂團及指揮亞諾索夫（Nikolai Anosov）所伴奏。首演日期為同年5月10日。全曲充滿愉快、輕鬆和年青的氣氛，和他大部份樂曲往往帶沉重的感覺截然不同－尤其是相比同一時期完成的《第11號交響曲》。寫作手法上，為顧及青年演奏家的技術需要，全曲大部份都以八度或雙八度方式彈奏。其中以第1樂章及第3樂章最為明顯。
蕭士達高維契在寫給作曲家傑尼索夫的書信中曾經透露，《第2號鋼琴協奏曲》只是一首沒有傑出藝術價值的作品，內容平凡無奇。他在有生之年，也較少將樂曲作公開演奏（雖然他亦曾多次作錄音演奏）；不過馬克森非常喜歡父親為他而寫的作品，並且提及當中有些音樂素材來自一些只有他們父子兩人才明白的幽默點子。儘管作曲家對這首作品的評價只屬一般，但樂壇普遍卻欣賞他這類簡單但優美，亦充滿感情的作品，是作曲家其中一首較著名的作品。其中一位為蕭士達高維契撰寫過傳奇的學者拉本諾夫（David Rabinovich）形容這首作品「多少反映出作曲家回到自身的年青時代的寫照」。

## 結構
共為分三個樂章，第2及第3樂章為不間斷連奏，演奏時間只需18分鐘，和他上一首鋼琴協奏曲相約，都是屬於短小的作品。
- 第1樂章：快板（Allegro）
- 第2樂章：行板（Andante）－緊接（attacca）：
- 第3樂章：快板（Allegro）

## 配器
- 鋼琴獨奏
- 木管樂器：、3長笛（第3長笛兼任短笛）、2雙簧管、2單簧管、2巴松管
- 銅管樂器：4圓號
- 敲擊樂器（2位）：定音鼓、小鼓
- 絃樂器：第1小提琴、第2小提琴、中提琴、大提琴、低音提琴、2豎琴（齊奏）

## 錄音
由蕭士達高維契父子的組合一直都認為樂曲演繹的標準版本，此外，蕭士達高維契本人也曾以獨奏的身份灌錄過這作品多次；而馬克森亦曾以指揮家身份灌錄過。現時在市面上相關的錄音版本亦算不少。